# Micrurus paraensis
Micrurus paraensis är en ormart som beskrevs av da Cunha och Nascimento 1973. Micrurus paraensis ingår i släktet korallormar, och familjen giftsnokar. Inga underarter finns listade i Catalogue of Life.
Arten förekommer i Brasilien i Amazonområdet i Surinam och kanske i angränsande stater. Den når ibland 400 meter över havet. Individerna vistas i skogar och i kulturlandskap. De har främst ödlor och andra ormar som föda. Micrurus paraensis har liksom andra korallormar ett giftigt bett. Honor lägger ägg.
För beståndet är inga hot kända. Hela populationen antas vara stor. IUCN kategoriserar arten globalt som livskraftig.